# Pediaspis aceris
Pediaspis aceris är en stekelart som först beskrevs av Gmelin 1790.  Pediaspis aceris ingår i släktet Pediaspis och familjen gallsteklar. Inga underarter finns listade i Catalogue of Life.

## Bildgalleri

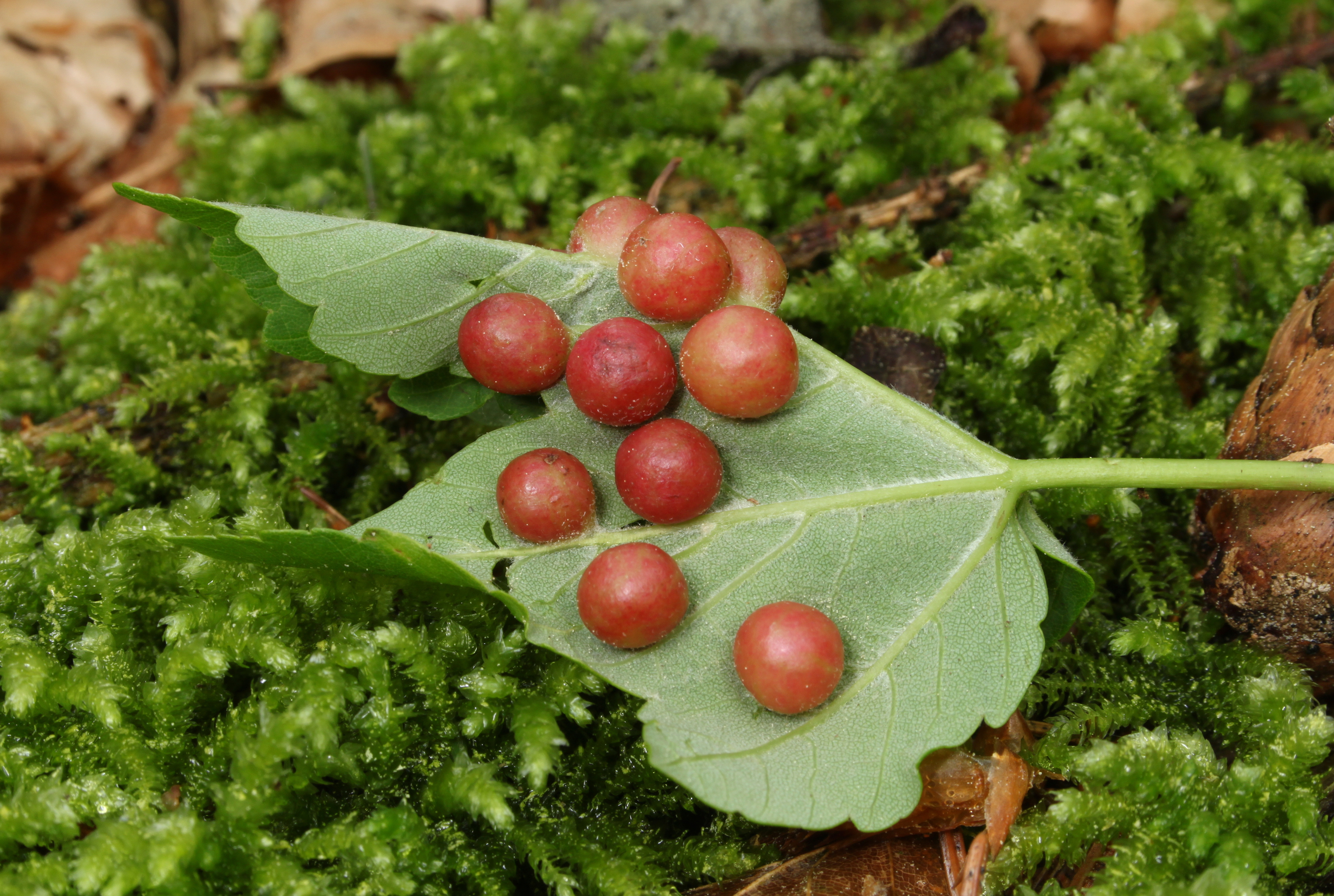